# Гурзуфська селищна рада
Гурзу́фська се́лищна ра́да — адміністративно-територіальна одиниця та орган місцевого самоврядування у складі Ялтинської міської ради Автономної Республіки Крим. Адміністративний центр — селище міського типу Гурзуф.

## Загальні відомості
- Населення ради: 10 331 особа (станом на 2001 рік)

## Населені пункти
Селищній раді підпорядковані населені пункти:
- смт Гурзуф
- с-ще Данилівка
- смт Краснокам'янка
- с-ще Лінійне
- с-ще Партизанське

## Склад ради
Рада складається з 30 депутатів та голови.
- Голова ради: Сандул Андрій Миколайович
- Секретар ради: Булашевич Ірина Вікторівна

### Керівний склад попередніх скликань
| Прізвище, ім'я, по батькові | Основні відомості                                                        | Дата обрання | Дата звільнення |
| --------------------------- | ------------------------------------------------------------------------ | ------------ | --------------- |
| Гамаль Віктор Романович     | Селищний голова, 1957 року народження, безпартійний                      | 26.03.2006   | 31.10.2010      |
| Сандул Андрій Миколайович   | Селищний голова, 1969 року народження, освіта вища, член Партії регіонів | 31.10.2010   |                 |

Примітка: таблиця складена за даними сайту Верховної Ради України

### Депутати
За результатами місцевих виборів 2010 року:
- Кількість мандатів: 30
- Кількість мандатів, отриманих за результатами виборів: 29
- Кількість мандатів, що залишаються вакантними: 1

#### За суб'єктами висування
| Суб'єкт висування | Кількість обраних депутатів | %    |
| ----------------- | --------------------------- | ---- |
| Партія регіонів   | 17                          | 58,6 |
| Самовисування     | 12                          | 41,4 |

#### За округами
| № округу        | Прізвище, ім'я, по батькові       | Дата визнання обраним | Освіта             | Партійна приналежність                      | Відомості про обраного депутата                                                                                                  |
| --------------- | --------------------------------- | --------------------- | ------------------ | ------------------------------------------- | --- |
| Партія регіонів |                                   |                       |                    |                                             | |
| 1               | Булашевич Ірина Вікторівна        | 04.11.2010            | вища               | позапартійна                                | Гурзуфська селищна рада, секретар                                                                                                |
| 2               | Гончар Віталій Леонідович         | 04.11.2010            | середня спеціальна | позапартійний                               | тимчасово не працює |
| 3               | Кочкурова Лілія Олександрівна     | 04.11.2010            | середня спеціальна | позапартійна                                | тимчасово не працює |
| 5               | Шот Володимир Олександрович       | 04.11.2010            | середня спеціальна | позапартійний                               | приватний підприємець |
| 6               | Сєлін Микола Іванович             | 04.11.2010            | вища               | позапартійний                               | ДП "Санаторій «Гурзуфський», заступник директора з будівництва та капітального ремонту                                           |
| 8               | Подгорна Лариса Миколаївна        | 04.11.2010            | вища               | позапартійна                                | управління Пенсійного фонду в м. Ялта, спеціаліст контрольно-економічної роботи                                                  |
| 9               | Тимош Сергій Васильович           | 04.11.2010            | вища               | позапартійний                               | санаторій «Гурзуфський», заступник директора з матеріально — технічного забезпечення                                             |
| 11              | Романовський Микола Володимирович | 04.11.2010            | вища               | позапартійний                               | приватний підприємець |
| 13              | Деркач Роман Петрович             | 04.11.2010            | вища               | член Партії регіонів                        | приватний підприємець |
| 14              | Шульгін Олексій Вікторович        | 04.11.2010            | вища               | позапартійний                               | ДПУ "МДЦ «Артек», начальник ділянки санітарно — технічних робіт                                                                  |
| 15              | Ковтун-Зліпух Віталій Васильович  | 04.11.2010            | середня            | позапартійний                               | ТОВ ТРК «Гурзуф-21 вік», менеджер                                                                                                |
| 17              | Бібішева Катерина Анатоліївна     | 04.11.2010            | вища               | позапартійна                                | приватний підприємець |
| 18              | Авер'янова Тетяна Іванівна        | 04.11.2010            | середня            | позапартійна                                | медичний реєстратор, поліклініка в Гурзуфській лікарні                                                                           |
| 21              | Широ Володимир Миколайович        | 04.11.2010            | вища               | позапартійний                               | ДП "Санаторій «Гурзуфський», завідувач стоматологічного відділення                                                               |
| 23              | Лепешко Микола Володимирович      | 04.11.2010            | вища               | позапартійний                               | ТОВ "Спортивно-оздоровчий центр «Єдинство», генеральний директор                                                                 |
| 24              | Худяков Дмитро Олександрович      | 04.11.2010            | середня спеціальна | позапартійний                               | ДПУ «МДЦ Артек», охоронець відділу охорони                                                                                       |
| 30              | Єршов Олександр Євгенович         | 04.11.2010            | середня            | позапартійний                               | самостійна Державна пожежна охорона № 23 Ялтинського міського управління Міністерства надзвичайних ситуацій України в АРК, водій |
| Самовисування   |                                   |                       |                    |                                             | |
| 4               | Озімков Олександр Юрійович        | 04.11.2010            | вища               | член Комуністичної партії України           | тимчасово не працює |
| 7               | Нестеренко Вадим Юрійович         | 04.11.2010            | вища               | позапартійний                               | ТОВ «Інтер Контакт Юг», директор                                                                                                 |
| 10              | Яновський Володимир Генріхович    | 04.11.2010            | вища               | позапартійний                               | ЗАТ "Корпорація «Ігро-Сервіс» м. Сімферополь, голова Спостережної ради                                                           |
| 12              | Вітюк Денис Вікторович            | 04.11.2010            | вища               | позапартійний                               | приватний підприємець |
| 16              | Завірюха Віталій Володимирович    | 04.11.2010            | вища               | член Партії Християнсько-Демократичний Союз | приватний підприємець |
| 19              | Корольов Олег Володимирович       | 04.11.2010            | вища               | позапартійний                               | Державна податкова інспекція в м. Ялта, перший заступник начальника Головного відділу податкової міліції                         |
| 20              | Пєшков Костянтин Олексійович      | 04.11.2010            | вища               | позапартійний                               | ТОВ «Аю-Даг-97», директор |
| 22              | Меметов Фікрет Ібасерович         | 04.11.2010            | вища               | позапартійний                               | ТОВ "Керуюча компанія «Галата», керуючий компанією                                                                               |
| 25              | Волокітін Сергій Юрійович         | 04.11.2010            | вища               | позапартійний                               | ДПУ "МДЦ «Артек», начальник морського порту                                                                                      |
| 26              | Трандафілов Ігнат Опанасович      | 04.11.2010            | середня спеціальна | позапартійний                               | тимчасово не працює |
| 27              | Вітюк Віктор Володимирович        | 04.11.2010            | середня            | позапартійний                               | приватний підприємець |
| 29              | Севастьянова Ольга Дмитрівна      | 04.11.2010            | вища               | позапартійна                                | ТОВ «Лоза», генеральний директор                                                                                                 |